# 10587 Strindberg
10587 Strindberg è un asteroide della fascia principale. Scoperto nel 1996, presenta un'orbita caratterizzata da un semiasse maggiore pari a 2,6936834 UA e da un'eccentricità di 0,0763796, inclinata di 10,08609° rispetto all'eclittica.